# 精神保健の歴史
精神保健の歴史（せいしんほけんのれきし、英語: History of Mental health）では、精神保健、精神医学、精神障害の歴史について記述する。

## 世界の歴史
- 紀元前1500年頃 - エーベルス・パピルスには精神障害を扱った章があり、症状に関する詳細な記述や治療法が残されている。
- 1377年、イギリスの王立ベスレム病院（ベドラム、Bedlam）が精神病を扱い始める。

### 16世紀、宗教改革

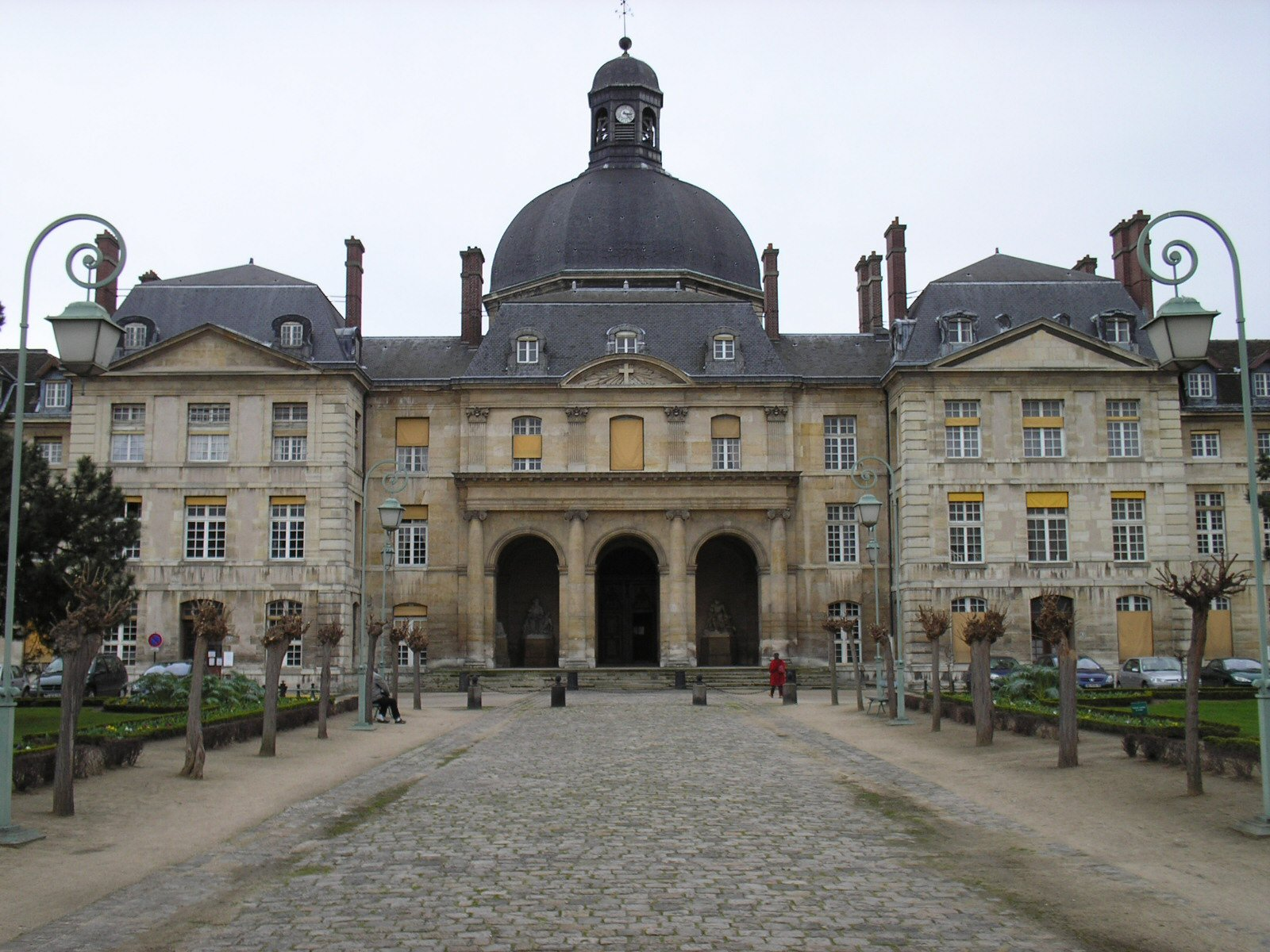
パリ13区、サルペトリエール病院

- 1656年、フランスのルイ14世の指導により精神障害者、犯罪者、浮浪者を収容する総合施療院、ビセートル病院（L'hôpital de Bicêtre、男性）、サルペトリエール病院（Hôpital de la Salpêtrière、女性）が建設される[1]。働かない権利の項も参照
- 1714年、イギリスにて浮浪者取締法が制定される。浮浪者の中の精神障害者の保護について規定[2]
- 1774年、イギリスにてマッドハウス（madhouse[3]）を規制するマッドハウス法を制定する[4]。
  - イタリアのレオポルド大公が精神障害者の人道的ケアを謳った精神衛生法を施行。

### 1789年〜、フランス革命
- 1785年、イタリアでは近代的精神医療をめざした聖ボニファチェ病院（Bonifazio）が開設され、院長のヴィンチェンツォ・キアルージ（Vincenzo Chiarugi）が精神障害者に対する開放的処遇を発表。病歴記載方法、高度の衛生管理、レクリエーション施設、作業療法、拘束の制限など、人権思想に関する当時としては極めて先進的な手法を提示した。[5]
- 1793年、フランスのフィリップ・ピネル（Philippe Pinel）、ジャン＝バチスト・ピュッサンがビセートル病院の閉鎖病棟の患者を鎖から解放する（ル・クルムラン＝ビセートルも参照）。
- 1808年、イギリスにて州立アサイラム法が成立、精神障害者の入院環境を改善する多くの規定が盛り込まれる[6]。
- 1817年、アメリカ最初の「道徳療法」を行う精神病院が開設される。
- 1852年、フランスの精神科医ベネディクト・モレル (Bénédict Morel) によって統合失調症は初めて公式に記述され、仏Démence précoce（「早発性痴呆」）と呼ばれた。
- 1871年、ドイツのエヴァルト・ヘッカー (Ewald Hecker) が「破瓜病」(Hebephrenie) を著す。
- 1874年、ドイツのカール・カールバウム (Karl Ludwig Kahlbaum) が「緊張病」(Katatonie) を著す。
- 1880年、フランスの医師ジェリーノ（Jean-Baptiste-Édouard Gélineau）がナルコレプシー（narcolepsy）を名付ける。
- 1884年、ルドルフ・ベルリン（Rudolf Berlin）によってディスレクシア（読字障害）が報告される。
- 1899年、ドイツのエミール・クレペリン (Emil Kraepelin) が独Dementia Praecox（「早発性痴呆」）を著し、破瓜病、緊張病に妄想病を加えてまとめる。
- 1900年、国際統計協会が疾病及び関連保健問題の国際統計分類（ICD）の初版を公表。
- 1904年、イタリアで法36号（自傷他害・公序良俗を汚す恐れのある患者の強制入院等）が規定される。
- 1911年、スイスの精神科医オイゲン・ブロイラー(Eugen Bleuler)は、必ずしも若年時に発症するとは限らず、又、必ずしも痴呆に到るとは限らず、この病気の本性は観念連合の弛緩にあるとして、独Dementia Praecox（「早発性痴呆」）を独Schizophrenie（旧称「精神分裂病」）と改名し疾患概念をかえた。
- 1913年、野口英世が進行麻痺患者の脳に梅毒病原体を発見する。

### 1918年、第一次世界大戦終戦
- 1921年、アメリカ精神医学会設立。
- 1930年代、治療にアンフェタミンが使われる[7]。
- 1933年、オーストリア出身のアメリカ合衆国の医師マンフレート・ザーケル (Manfred Sakel) が、インスリン・ショック療法を創始する[8]。2013年現在では行われていない治療法である。
- 1935年、ポルトガルの神経科医エガス・モニス、外科医のペドロ・アルメイダ・リマ（Pedro Almeida Lima）がロボトミー（精神外科）を創始する。
- 1938年、イタリアのU.ツェルレッティ(Ugo Cerletti)とルシオ・ビニ(Lucio Bini)が電気けいれん療法を開発。
- 1940-41年、ナチス・ドイツにてT4作戦。ナチス政権が統合失調症患者等をユダヤ人と同等と見なし、ホロコースト同様に虐殺した[9]。
- 1943年、アメリカの精神科医レオ・カナー（Leo Kanner）が「早期幼児自閉症」として自閉症（カナー症候群）を報告する。
- 1944年、オーストリアの小児科医ハンス・アスペルガー（Hans Asperger）が自閉的精神病質（アスペルガー症候群）を報告する。

### 1945年、第二次世界大戦終戦
- 1946年、ウォルター・フリーマンが、経眼窩術式という精神外科手術をアメリカ合衆国で創始する。別名「アイスピック・ロボトミー」と呼ばれた。
- 1948年、キングス・カレッジ・ロンドン精神医学研究所 (IoP) 設立。
- 1949年、オーストラリアの精神科医ジョン・ケイドによるリチウム塩の治療作用の発見。
- 1952年、フランスの精神科医ジャン・ドレー (Jean Delay) とピエール・ドニカー (Pierre Deniker) がクロルプロマジンの統合失調症に対する治療効果を初めて正しく評価した。薬物療法の夜明け。
- 1952年、アメリカ精神医学会が精神障害に関するガイドライン「精神障害の診断と統計マニュアル（DSM）」初版(DSM-I)を出す。
- 1954年、デンマークの精神科医がケイドのリチウム塩の治療作用の発見が正しいことを確認し、使用開始。
- 1957年、ベルギーの薬理学者パウル・ヤンセン ('Paul Janssen') がクロルプロマジンより優れた抗精神病薬ハロペリドールを開発。
- 1957年、スイスの精神科医ローラント・クーンによってイミプラミンが、精神賦活作用を有することが見いだされ、うつ病の薬物療法への道が開かれた[10]。
- 1959年、イギリス、1959年精神保健法（英語版）成立。拘留ではなく自由意志での入院が促進される。のちの1961年、当時の保健大臣イーノック・パウエル（英語版）が精神病院の終了とコミュニティケア政策を予言する[3]。
- 1963年、アメリカにて「精神病及び精神薄弱に関する大統領教書」（Special Message to the Congress on Mental Illness and Mental Retardation、ケネディ教書）精神医療における脱施設化が掲げられる[11]。
- 1967年、イギリスの精神科医デヴィッド・クーパー (David Cooper) は反精神医学を唱え、精神分裂病は存在しないと主張。その理論は大方の承認を得るまでには至っていない[12]。
- 1968年、イタリア精神病院医師会の働きかけにより法431号が制定され、自由入院が可能となり、1：4の人員配置、社会福祉士や心理士の配置、総合病院内への精神科病床の設置、外来設置や精神衛生センターの設置なども進められた。
- 1971年、向精神薬に関する条約が公布。
- 1978年、イタリアで、フランコ・バザーリアとミケーレ・ザネッティにより、通称「バザリア法」が成立。世界初の精神病院廃絶法[13]。
- 1980年、ベトナム戦争帰還兵の影響を受け、DSM-IIIに心的外傷後ストレス障害(PSTD)が新たに加わる。
- 1981年、イギリスの医師ローナ・ウィング（Lorna Wing）がアスペルガー症候群の発見を紹介[14]。
- 1984年、非定型抗精神病薬のリスペリドンが開発される。
- 1980年代初頭、フィンランドのケロプダス病院で、オープン・ダイアローグ療法が、開始される。

### 21世紀
- 2006年、障害者権利条約が12月13日に国際連合総会で採択される。
- 2010年、ドイツ精神医学精神療法神経学会（DGPPN）は学会総会にて、ナチス政権下の犯罪関与について公式に謝罪[9]。
- 2012年、第66回世界保健機関総会で「Mental health action plan 2013 - 2020」が可決され、各国は2020年までに人権に配慮した根拠に基づくユニバーサルヘルスケアの推進が掲げられる。

## 日本での歴史
日本の現行法「精神保健及び精神障害者福祉に関する法律」の対象となる知的障害、発達障害の主な歴史も参考程度に記述した。

### 江戸時代
- 1807年（文化4年）、漢方医の香川修徳が医学全書「一本堂行余医言（いっぽんどうこうよいげん）」を発刊する（第五巻が精神医学の項目）[15]。なお､発刊した時に香川修徳は既に死去している｡
- 1818年（文政元年）頃、漢方医の石丸周吾が私立の精神科診療所、石丸癲狂院（のちの石丸病院）を開院する（現・大阪府豊中市熊野町2丁目）[16]。
- 1846年（弘化3年）、接骨医の奈良林一徳が私立の精神科診療所、小松川狂疾治療所（のちの加命堂脳病院）を開院する（現・東京都江戸川区西小松川町）[17]。

### 1867年、明治維新

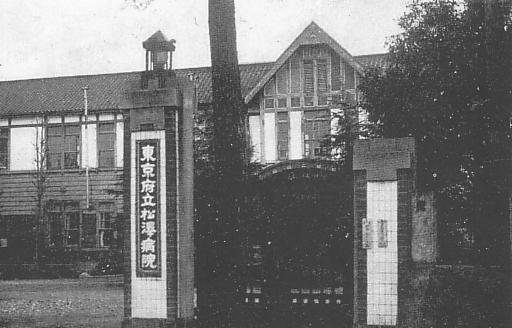
東京府立時代の松沢病院（1919年）

- 1872年（明治5年）、ロシア帝国皇太子が訪日するにあたり、明治政府は東京府東京市本郷の元加賀藩邸跡（現・東京大学構内）の空き長屋に営繕会議所附属養育院（現・地方独立行政法人東京都健康長寿医療センター）[18]が設置され、巷の生活困窮者などを狩込み収容する[19]。
  - 精神障害者部門は、明治12年7月に上野恩賜公園内に「東京府癲狂院」を設置、これが後の東京府巣鴨病院を経て、東京都立松沢病院となる[20]。
- 1873年（明治6年）、文部省の医務課が医務局になり、明治政府が本格的に衛生行政に着手した[21]。
- 1874年（明治7年）、文部省が東京府、京都府、大阪府に対し医制を発布し、癲狂院（てんきょういん、当時の精神科病院はこのように呼ばれた）の設立を規定[22]。
- 1875年（明治8年）、京都府の南禅寺境内に日本初の公立精神科病院「京都府療病院付属癲狂院」(現・川越病院)設立[23][24]。
- 1875年（明治8年）、路上の狂癲人の取扱いに関する行政警察規則が制定される[25]。
- 1878年（明治11年）、東京府に日本初の私立精神科病院、加藤瘋癲病院が認可される[21]。
- 1879年（明治12年）、相馬事件が起こる。
- 1879年（明治12年）、帝国大学医科大学（現・東京大学医学部）に日本初の精神医学講座が設置される（初代教授は榊俶）[26]。
- 1879年（明治12年）、癲狂院、のちの根岸病院。北豊島郡金杉村（台東区根岸）に開院し、私立精神病院の第二例となる[27][28]。

### 1890年、第1回帝国議会開会
- 1891年（明治24年）、日本最初の知的障害者の教育・福祉施設、「滝乃川学園」設立。
- 1900年（明治33年）、精神病者監護法公布、私宅監置の制度化。
- 1902年（明治35年）、呉秀三と三浦謹之助によって日本神経学会が発足（後の日本精神神経学会となる）。
- 1908年（明治41年）、三宅鉱一と池田隆徳が「知能測定尺度（ビネー・シモン法）」を紹介（知能検査#開発の歴史を参照）。
- 1914年（大正3年）、精神病院法公布。

### 1918年、第一次世界大戦終戦
- 1918年（大正7年）、呉秀三・樫田五郎『精神病者私宅監置ノ實況及ビ其統計的觀察』を出版。「わが邦十何万の精神病者は実にこの病を受けたるの不幸の他に、この邦に生まれたるの不幸を重ぬるものというべし」という有名な一節を残す。
- 1919年（大正8年）、精神病院法成立・施行[29]。
- 1929年（昭和4年）、救護法公布（原泰一）。
- 1938年（昭和13年）、新潟大学の中田瑞穂、ロボトミーを開始。以後1975年（昭和50年）までロボトミーを受ける者もいた。
- 1940年(昭和15年)、国民優生法公布。

### 1945年、第二次世界大戦終戦
- 戦後、日本軍備蓄のメタンフェタミンが市場流入。薬物依存症者が大量に発生し、社会問題になる（覚醒剤#歴史も参照）。
- 1948年（昭和23年）、優生保護法が施行。精神障害者に対する人工妊娠中絶が合法化。

- 1949年（昭和24年）、日本精神科病院協会設立。
- 1950年代、精神科病院建設ブーム。向精神薬「クロルプロマジン」が発見、開発・導入され、薬物療法の幕開け。
- 1950年（昭和25年） 精神衛生法施行、同法施行に伴い精神病者監護法、精神病院法が廃止。私宅監置の禁止と共に、医療保護入院や措置入院・緊急措置入院が新設された。
  - 臺弘の人体実験研究でロボトミー「臺実験」が実施された。
- 1951年（昭和26年）、覚醒剤取締法施行。
- 1952年（昭和27年）、新潟精神病院にて入院患者にツツガムシ病の人体実験が行われる（新潟大学におけるツツガムシ病原菌の人体接種問題）。後に国会にて参考人招致[30]。
- 1955年（昭和30年）6月16日 - 千葉県市川市の精神病院で火災。入院患者18人が焼死[31]。
- 1958年（昭和33年）、学校保健法（現・学校保健安全法第11条）に基づき就学時健康診断が始まる（知能検査#利用の歴史、知能指数#活用の項も参照）。
- 1960年（昭和35年）
  - 医療金融公庫設立。私立病院の新設や改築に起債並の甘い条件で融資する[32]。
  - 3月19日 - 福岡県久留米市の精神病院で火災。入院患者11人が焼死。
- 1964年（昭和39年）、ライシャワー駐日大使刺傷事件が発生する。精神障害者を隔離収容すべき、と言う新聞や雑誌などが主張し、世論も野放しは危険と支持して、厚生省も日本のハンセン病問題同様に、精神科病院への隔離収容政策（社会的入院）を始める。
- 1965年（昭和40年）、精神衛生法が改正。通院医療費公費負担制度が創設される[33]。精神分裂病や気分障害患者の家族らでつくる精神障害者家族会の全国連合会組織、全国精神障害者家族会連合会（全家連）が設立。
- 1968年（昭和43年）、世界保健機関がクラーク勧告を日本に宣告し、日本における人権蹂躙の精神医療に警告を発するも、この警告は無視された[34]。
- 1970年（昭和45年）、栃木県の両毛病院で入院患者6人が脱走を図るために放火、逃げ遅れた17人が死亡。主犯は、後に懲役12年の実刑判決を受ける[35]。
- 1971年（昭和46年）、東京いのちの電話が開設される[36]。
- 1974年（昭和49年）、厚生省、通知「療育手帳制度について」及び「療育手帳制度の実施について」を出し知的障害者向けの障害者手帳制度が始まる（療育手帳の項参照）。
  - 第1回全国精神障害者交流集会が開催され、それをきっかけとして患者の個人全国組織、全国「精神病」者集団が結成される。
  - 精神科デイケアが医療保険の対象になる。
- 1975年（昭和50年）、日本精神神経学会が『精神外科』を否定する決議を採択。ロボトミー手術の廃止を宣言。患者の通信・面会の自由に関する決議を採択。
- 1970年代に大阪府精神障害者家族会連合会（大家連）が大阪の各放送局に対し「きちがい」の用語使用の抗議運動を展開する（精神障害者家族会、放送問題用語、放送禁止用語、差別用語、言葉狩りの項も参照）。
- 1970年代半ばに法定外の福祉施設・小規模作業所の設置運動が置き、1980年代にその設置が本格化した[37]。
- 1975年（昭和50年）、断酒ミーティングアルコホーリクス・アノニマスが東京で始められる[36]。
- 1976年（昭和51年）、個別Sが大阪拘置所で死亡。
- 1979年（昭和53年）、ロボトミー殺人事件が発生する。
- 1980年（昭和55年）、新宿西口バス放火事件が発生する。
- 1984年（昭和59年）、べてるの家が発足。
  - 死の患者リンチが行われた宇都宮病院事件が3月14日明るみに出る。報徳会宇都宮病院は2020年現在も病院運営を継続している。

### 1987年、精神保健法施行
- 1987年（昭和62年）、宇都宮病院事件を受けて、精神保健法施行。精神保健指定医制度が発足し、任意入院制度確立。
- 1989年（平成元年）、社団法人日本自閉症協会設立[38]。
  - 「保健婦助産婦看護婦学校養成所指定規則」が改正。これまでは男性看護師（旧称・看護士）は女性看護師（旧称・看護婦）と異なり、精神科病棟での勤務を前提とした教育体制が取られていた。改正後は男女とも同一の教育カリキュラムとなっている。
- 1993年（平成5年）、全国精神障害者団体連合会（全精連）結成。心身障害者対策基本法が障害者基本法へ改正[29]。
- 1994年（平成6年）、北陽病院事件の民事訴訟判決が確定。患者が起こした事件に対し、県・病院に総額約1億2千万円の賠償責任を認める。
- 1995年（平成7年）、精神保健及び精神障害者福祉に関する法律（精神保健福祉法）施行。精神障害者保健福祉手帳制度制定。
- 1995年（平成7年）、茨城県で障害者虐待などにより強制労働「水戸事件」が発覚。
- 1996年（平成8年）、優生保護法が母体保護法に変わり、強制断種等に係る条文が削除される。
  - 全家連、ホテル兼授産施設等の「ハートピアきつれ川」開設。
  - 心療内科(心身医学)が標榜科として認可。心療内科医が掲げるものを精神科医も掲げてしまい、患者に誤解を招くことになった[39]。
- 1997年（平成9年）、大阪市住吉区長居の安田病院系列である、大阪府柏原市の精神科病院・大和川病院（医療法人北錦会）に人権蹂躙の疑いで、大阪府庁が立ち入り検査。入院患者の不審死が26件明らかになり、大和川病院事件が発覚。保健機関取消、病院開設許可取消、医療法人認可取消処分となったのちに倒産[40][41]。

### 2000年、介護保険制度施行
- 2000年（平成12年）、介護保険制度が施行される。
  - 地方自治法改正施行で機関委任事務が廃止。療育手帳に関係する厚生省の通知が法的な効力を失う
  - 豊川市主婦殺人事件が起こる。自閉症がこの事件の直接の要因ではないが、文部省（当時）に広い範囲における高機能自閉症児に対する早期の教育支援が必要であることを認識させた。
- 2001年（平成13年）、附属池田小事件が発生。
  - 朝倉病院事件（埼玉県北葛飾郡庄和町）が発生[41]。病室手術、人権蹂躙、診療報酬不正請求により入院制限命令、のち保険医療機関取消[42]。
  - 箕面ヶ丘病院事件（大阪府箕面市）[41]。10年間の違法な身体拘束、診療報酬不正請求により保険医療機関取消[43][44]。
- 2002年（平成14年）、精神分裂病の診断名が統合失調症へ変更された。
  - 全国精神障害者家族会連合会（全家連）、補助金の目的外使用が発覚し返還命令を受ける。
  - 道路交通法改正で、運転免許証の欠格が「絶対的欠格事由に基づく方式」から「相対的欠格事由に基づく方式」に改められる（運転免許に関する欠格条項問題の項を参照）。
- 2004年（平成16年）、薬物依存症の家族らでつくる全国連合組織、全国薬物依存症者家族連合会(薬家連)が設立。
- 2005年（平成17年）、心神喪失等の状態で重大な他害行為を行った者の医療及び観察等に関する法律（医療観察法）が施行。
  - 発達障害者支援法が施行（発達障害の項参照）。

### 2006年、障害者自立支援法施行
- 2006年（平成18年）、障害者自立支援法が施行。精神病院の用語の整理等のための関係法律の一部を改正する法律が成立。
  - 新しい精神障害者家族会の全国連合会組織、全国精神保健福祉会連合会が設立。
  - 精神障害者保健福祉手帳が写真が添付できる新様式に更新された。
- 2007年（平成19年）、全国精神障害者家族会連合会(全家連)が負債10億円を抱え倒産、解散。
  - リタリンの不適切処方問題が表面化。リタリンの適応症からうつ病が外される。翌年に流通規制制度を設ける。
- 2009年（平成21年）、貝塚中央病院（大阪府貝塚市）にて精神科患者が身体拘束中に死亡。看護師に有罪判決[45]。
  - 政権交代が起こり、自公連立政権が下野し民社国連立政権が登場。鳩山内閣の長妻昭厚生労働大臣は障害者自立支援法の廃止を明言[46]。
- 2010年（平成22年）、国際麻薬統制委員会は日本でのベンゾジアゼピンの不適切な消費について警告。
  - 障がい者制度改革推進本部等における検討を踏まえて障害保健福祉施策を見直すまでの間において障害者等の地域生活を支援するための関係法律の整備に関する法律（障害者自立支援法の改正案）が成立。
- 2011年（平成23年）
  - 倉敷森下病院へ精神保健福祉法に基づく入院制限命令[47][48]。のち診療報酬不正請求により保険医療機関取消。
  - 障害者虐待の防止、障害者の養護者に対する支援等に関する法律（障害者虐待防止法）成立、6月24日公布。
- 2012年（平成24年）
  - 障害者虐待の防止、障害者の養護者に対する支援等に関する法律が、10月1日に施行された。
  - 障害者自立支援法が障害者の日常生活及び社会生活を総合的に支援するための法律（障害者総合支援法）に改正され、2013年（平成25年）4月1日から施行された。
- 2013年（平成25年）、国際連合人権理事会は日本に対し、精神障害者の非常に大勢が自らの意思に反して長期間に渡って社会的入院されていることや、身体拘束と隔離が過剰に用いられていることを警告[49]。
- 2014年（平成26年）、障害者権利条約を日本国が1月20日に批准。
- 2015年（平成27年）
  - 精神保健指定医の不正取得事件が聖マリアンナ医科大学で発覚、4月15日に厚生労働省が聖マリアンナ医科大学病院所属20人の指定医資格を取り消し[50]。
  - 医療法人石郷岡病院（千葉市中央区）で勤務していた、2人の男性准看護師が、2012年（平成24年）1月1日に、精神科病棟に入院していた男性患者に暴行して頸椎を骨折させ[51]、2年4ヶ月後に死亡させた事件で[52]、2015年（平成27年）7月8日に千葉県警察が逮捕した[53][54]。
- 2016年（平成28年）、障害を理由とする差別の解消の推進に関する法律が4月1日から施行された。
  - 7月26日 - 相模原障害者施設殺傷事件が発生、被告が犯行直前に北里大学東病院で措置入院を受けていたことから、措置入院の在り方が厚生労働省の審議会で討議される。
- 2017年（平成29年）、相模原障害者施設殺傷事件を受け「精神保健福祉法改正案」が第193回国会に提出され審議されるも、措置入院退院後のケアを巡って議論が紛糾[55]、参議院で成立するも衆議院で会期内に成立せず、継続審議ののち、9月28日に第194回国会の冒頭で、衆議院解散により廃案となった[56]。
- 2020年（令和2年）、神出病院にて看護職員6名による複数入院患者に対する虐待が発覚した。6名全員が兵庫県警によって逮捕された[57]。